# Mariánský Týnec
Mariánský Týnec je osada, část města Kralovice v severovýchodní části okresu Plzeň-sever v Plzeňském kraji. Leží jeden kilometr severozápadně od Kralovic.

## Historie
První písemná zmínka o vesnici pochází z roku 1230.

## Přírodní poměry
Mariánský Týnec sousedí s městem Kralovice na jihovýchodě, s Trojany a Bukovinou na západě a se Sedlcem na severozápadě. Osadou protéká Kralovický potok, který napájí Týnecký rybník.

## Obyvatelstvo
| Rok            | 1869 | 1880 | 1890 | 1900 | 1910 | 1921 | 1930 | 1950 | 1961 | 1970 | 1980 | 1991 | 2001 | 2011 | 2021 |
| -------------- | ---- | ---- | ---- | ---- | ---- | ---- | ---- | ---- | ---- | ---- | ---- | ---- | ---- | ---- | ---- |
| Počet obyvatel | 44   | 35   | 34   | 36   | 44   | 55   | 39   | 41   | 49   | 36   | 33   | 18   | 17   | 24   | 31   |
| Počet domů     | 4    | 4    | 4    | 4    | 4    | 6    | 6    | 13   | 13   | 13   | 12   | 11   | 10   | 9    | 12   |

## Pamětihodnosti
- Proboštství Mariánská Týnice s kostelem Zvěstování Panny Marie vystavěným roku 1711 podle projektu Jana Blažeje Santiniho, někdejší poutní místo bývalého cisterciáckého kláštera. V areálu proboštství sídlí Muzeum a galerie severního Plzeňska.
- Radimova lípa – památná lípa velkolistá, přibližně 330 let stará

## Rodáci
- Vojtěch Kapsa (1855–1915), architekt a stavitel